# Colpo
Colpo település Franciaországban, Morbihan megyében. Lakosainak száma 2258 fő (2022. január 1.). Colpo Bignan, Saint-Jean-Brévelay, Locqueltas, Locmaria-Grand-Champ, Grand-Champ és Moustoir-Ac községekkel határos.

## Népesség
A település népességének változása:
| Lakosok száma | 1231 | 1378 | 1659 | 2147 | 2265 | 2237 | 2222 | 2192 | 2216 | 2258 |
|               | 1968 | 1982 | 1990 | 2006 | 2013 | 2015 | 2017 | 2019 | 2020 | 2022 |